# Obročasta linija
Obročasta linija (rusko Кольцева́я ли́ния, Obročasta linija, IPA: [kəlʲtsɨˈvajə ˈlʲinʲɪjə]) (Linija 5; Rjava linija) je linija Moskovske podzemne železnice. Linija je bila zgrajena v letih 1950–1954 kot obročasta linija, ki je obkrožala središče Moskve in je postala ključna za prevoz potnikov. Postaje linije so bile zgrajene na vrhuncu stalinistične arhitekture in vključujejo Komsomolsko, Novoslobodsko in Kijevsko.

## Zgodovina
V prvotnih načrtih za razvoj podzemne železnice ni bilo Obročaste linije. Namesto tega so načrtovali gradnjo prečnih linij ("diametrov"), da bi prečkali mestno središče s prestopnimi postajami na njihovi presečiščih. Po odprtju druge stopnje leta 1938 pa je bilo jasno, da je zaradi prekomerne obremenitve teh križišč ta načrt nezadosten za spopadanje z rastočim številom potnikov v času širjenja sistema. Po urbani legendi naj bi Josif Stalin sam predlagal to linijo, ko je postavil skodelico kave na prvotni zemljevid prog (brez obročaste linije) in jo nato dvignil, po čemer je ostal krožni madež okrog središča mesta in dejal "To je v glavnem vaša krivda, zgradite jo". Zato naj bi bila linija na vseh zemljevidih podzemne železnice rjave barve.
Postavitev obroča je bila predmet debat, in sicer naj bi uporabili avenijo Vrtni obroč, ali pa širši obseg. Na koncu je bilo odločeno, da bo južni del delno poravnan s Sadovajim obročem, severni del pa je odstopal tako, da je povezal večino moskovskih železniških postaj. To je rešilo veliko logistično težavo, saj je bilo zaradi postavitve ruskih železniških prog nemogoče potovati iz ene regije na eni strani Moskve do druge brez prestopanja od ene železniške postaje do druge.
Gradnja se je začela kmalu po koncu vojne. Prva stopnja je bila odprta leta 1950 od Parka kulturi do Kurske. Leta 1952 je drugi del zaključil severni odklon do Beloruske, leta 1954 pa je bil obseg povezan.
Izgradnja obroča je omogočila velike spremembe v vzorcu toka potnikov okrog Moskve in je omogočila sistematično razvojno platformo za veliko prihodnih linij. Pri obroču se začne skupno sedem radialnih linij, od katerih se štiri pozneje povežejo v središču in tako postanejo premeri.